# Mischinger Péter
Mischinger Péter (Budapest, 1984. augusztus 24. – ) informatikus, tanár, etikus hacker, az Exatlon Hungary játékosa. 

## Életpályája
Három testvére született, akikkel Budaörsön nőtt fel.
Az ELTE Természettudományi Kar (ELTE-TTK) matematika-fizika szakirányon kezdte meg a tanulmányait, de egy évvel később leadta a fizikát, és felvette az informatikát.
2005-ben az ELTE TTK Hallgatói Önkormányzat (HÖK) Választmányának tanácskozási jogú tagjává választották, valamint az ELTE Informatikai Kar (IK) HÖK tagja is volt.
2017-ben ELTE Informatikai Karon szerzett informatika tanári diplomát. A szakdolgozatának címe: Az Okostelefon és a tablet megszelidítése volt.
2010-től 2015-ig a budapesti Kürt Alapítványi Gimnáziumban tanított informatikát, dolgozott rendszergazdaként, és a 10.a osztályfőnöki teendőit is ellátta.
2015-től 2016-ig az Alerant Zrt.-nél szoftvertesztelőként helyezkedett el. 2016-tól 2018-ig a Sysman Informatikai Zrt.-nél szolgáltatásmenedzserként tevékenykedett. 2018-tól 2019-ig az Euro One Számítástechnikai Zrt. kibervédelmi oktatási szakértői teendőit látta el. 2019-től az Ernst & Young senior tanácsadója.
Jelenleg egy YouTube csatornát vezet Szabó-Thomka Hannával, Nemsok néven.

## Magánélete
Nyolc évig táncolt, közöttük klasszikus és dzsesszbalettet, showtáncot, néptáncot, latin táncokat. 10 évig karatézott (1 kjú), mestere Jersabek Tibor volt. 2002-től a Collegium Gladiatorium Kulturális Hagyományőrző Egyesület tagja gladiator magister és expectatus superior fokozatban.
Hobbijai közé tartoznak a sportok, különösen az akadályfutás, terepfutás, túrázás, téli sportok, a küzdősportok és az extrém sportok, amiknek a révén a televíziós ügyességi és extrémsport-vetélkedőműsorokba is bekerült.

## Részvétele televíziós műsorokban
2017-től 2018-ig az M5 csatorna Érettségi című műsor Informatika adásának szaktanáraként szerepelt.
2018-ban a Ninja Warrior Hungary, 2019-ben az Exatlon Hungary szereplője volt a TV2-n. Az Exatlon Hungary 5. helyezettje lett, a férfi kategória 3. helyén végzett. 2019. decemberétől a Catch! – Úgyis utolérlek  című műsorban vesz részt a TV2-n!
2022-ben újra visszatért, az Exatlon Hungary 4. (All Star) évadába is, ahol 15 napot töltött.

## Filmek és tévéműsorok
- Fizetős nap (rövidjátékfilm) (Járőr) (2016)
- Érettségi – Informatika (2017–2018)
- Ninja Warrior Hungary (2018)
- Exatlon Hungary (2019)
- Catch! – Úgyis utolérlek (2019)
- Exatlon Hungary All Star (2022)
- Farm VIP (2022)
- Párharc (2023)
- Hal a tortán (2023)